# Талтан 1
Талтан 1 (англ. Tahltan 1) — індіанська резервація в Канаді, у провінції Британська Колумбія, у межах регіонального округу Кітімат-Стекін.

## Населення
За даними перепису 2016 року, індіанська резервація не ма постійного населення.

## Клімат
Середня річна температура становить 2,5°C, середня максимальна – 21,1°C, а середня мінімальна – -20,4°C. Середня річна кількість опадів – 363 мм.
| Клімат поселення                              | Клімат поселення | Клімат поселення | Клімат поселення | Клімат поселення | Клімат поселення | Клімат поселення | Клімат поселення | Клімат поселення | Клімат поселення | Клімат поселення | Клімат поселення | Клімат поселення | Клімат поселення |
| Показник                                      | Січ.             | Лют.             | Бер.             | Квіт.            | Трав.            | Черв.            | Лип.             | Серп.            | Вер.             | Жовт.            | Лист.            | Груд.            |                  |
| Середній максимум, °C                         | −5,53            | −1,18            | 6,06             | 11,62            | 16,59            | 21,08            | 19,57            | 18,39            | 13,28            | 6,89             | −2,29            | −8,38            |                  |
| Середня температура, °C                       | −12,95           | −8,61            | −1,36            | 4,19             | 9,15             | 13,65            | 16,04            | 14,87            | 9,78             | 3,37             | −5,81            | −11,89           |                  |
| Середній мінімум, °C                          | −20,37           | −16,04           | −8,78            | −3,22            | 1,74             | 6,23             | 12,52            | 11,36            | 6,24             | −0,14            | −9,34            | −15,42           |                  |
| Норма опадів, мм                              | 41               | 22               | 12               | 8                | 20               | 24               | 41               | 38               | 45               | 41               | 32               | 39               |                  |
| Середньомісячна швидкість вітру, м/с          | 1.38             | 1.54             | 1.92             | 2.02             | 2.11             | 1.93             | 1.72             | 1.57             | 1.54             | 1.66             | 1.41             | 1.31             |                  |
| Середньомісячна сонячна радіація, кДж/м²·день | 1555             | 3975             | 8526             | 14580            | 18475            | 19539            | 17330            | 14196            | 8882             | 4471             | 2025             | 964              |                  |
| --------------------------------------------- | ---------------- | ---------------- | ---------------- | ---------------- | ---------------- | ---------------- | ---------------- | ---------------- | ---------------- | ---------------- | ---------------- | ---------------- | ---------------- |
| Джерело:                                      |                  |                  |                  |                  |                  |                  |                  |                  |                  |                  |                  |                  |                  |